# Masdevallia laucheana
Masdevallia laucheana là một loài thực vật có hoa trong họ Lan. Loài này được J.Fraser mô tả khoa học đầu tiên năm 1894.